# Ель-Кабако
Ель-Каба́ко (ісп. El Cabaco) — муніципалітет в Іспанії, у складі автономної спільноти Кастилія-і-Леон, у провінції Саламанка. Населення — 222 осіб (2021).
Муніципалітет розташований на відстані близько 210 км на захід від Мадрида, 60 км на південний захід від Саламанки.
На території муніципалітету розташовані такі населені пункти: (дані про населення за 2010 рік)
- Ель-Кабако: 280 осіб
- Пенья-де-Франсія: 0 осіб
- Сарсосо: 10 осіб

## Демографія
Динаміка населення (INE ):

## Галерея зображень

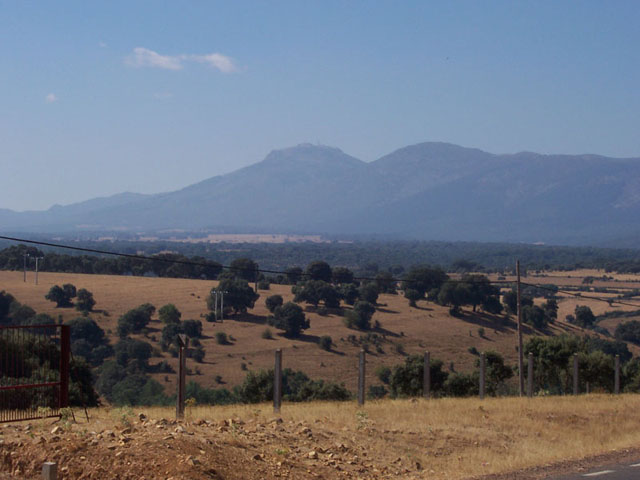
Пенья-де-Франсія, на півдні муніципалітету Ель-Кабако
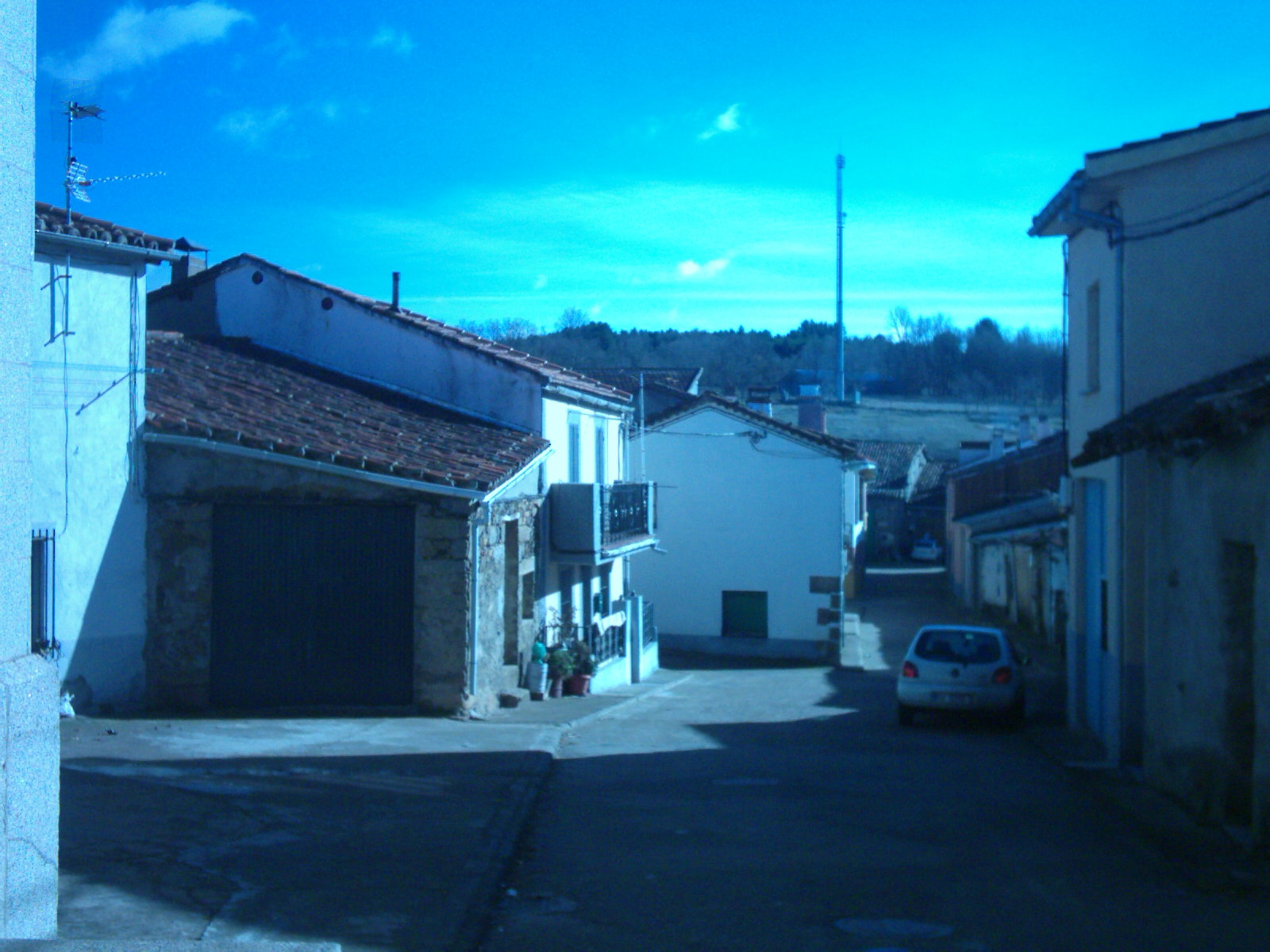
Вулиця

## Зовнішні посилання
- Провінційна рада Саламанки: індекс муніципалітетів [Архівовано 23 квітня 2009 у Wayback Machine.]
- Офіційна вебсторінка [Архівовано 8 березня 2022 у Wayback Machine.]
- Посилання на Google Maps